# So Hot
So Hot è un singolo del gruppo musicale jazz britannico Touch and Go, pubblicato il 10 luglio 2000 dall'etichetta discografica V2.
La canzone, scritta da Grant Buckerfield, James Lynch, Vanessa Lancaster e David Lowe e prodotta da quest'ultimo era inserita nell'album di debutto del gruppo, I Find You Very Attractive, pubblicato l'anno precedente.

## Tracce
CD-Maxi (V2 VVR5011513 / EAN 5033197115139)
1. So Hot (Tom And Mikey's Radio Mix) - 3:15
2. So Hot (140 BPM In The Shade Mix) - 4:58
3. So Hot (Instrumental) - 3:14
4. So Hot (Original Mix) - 3:22